# Hermann Talvik
Hermann Talvik, född 31 maj 1906 i Tallinn, Estland, död 11 januari 1984 i Funäsdalen, var en estländsk-svensk målare och grafiker.

## Biografi
Hermann Talvik var gift med Valli Eller 1930–1937 och från 1956 med Irma Froborg samt far till Kristian Talvik och farfar till musikartisten Sofia Talvik. Han utbildade sig vid olika konstskolor i Tallinn, Helsingfors och Paris från 1930-talet och genom självstudier under resor till bland annat Nederländerna, Belgien, Tyskland och Korsika. Han kom som flykting till Sverige i andra världskrigets slutskede och blev svensk medborgare.
Redan under sin tid i Estland medverkade han i ett flertal samlingsutställningar och i Sverige ställde han ut separat på bland annat SDS-hallen i Malmö. Han medverkade i Värmlands museums utställning av Estnisk konst 1945 och Liljevalchs konsthalls Estnisk och lettisk konst samt olika utställningar med estländsk konst i Malmö, Göteborg och Örebro. Han medverkade i samlingsutställningar arrangerade av Jämtlands läns konstförening och Nationalmuseums grafiktriennaler samt i internationella utställningar i bland annat Tyskland, Kanada, USA och Australien.
Han tilldelades 1963 Estlandssvenskarnas (nuvarande Sverigeesternas Riksförbund) kulturpris.

## Konststil
Hermann Talviks konst består av målade landskapsskildringar och grafik där han arbetade med ett flertal grafiska tekniker bland annat linoleumsnitt, träsnitt, litografi, etsning, akvatint och torrnål. Hans linoleumsnitt, träsnitt och monotypier är expressionistiska och på gränsen till rent abstrakta. Talvik är representerad vid Moderna museet, Malmö museum, Värmlands museum, Örebro läns museum, New York Public Library samt museum i Tallinn och Tartu.